# Notocerastes blackburni
Notocerastes blackburni es una especie de coleóptero de la familia Zopheridae.

## Distribución geográfica
Habita en Victoria y Nueva Gales del Sur (Australia).